# 比适
比适（?—?），是西部高车的君主，伊匐的儿子。伊匐被其弟越居杀死，越居自立为候娄匐勒。东魏天平年间，越居被柔然所破，伊匐之子比适杀越居，自立为候娄匐勒（国主）。兴和年间，比适又为柔然所破。西部高车灭亡。
| 前任： 越居 | 西部高车君主 530年代中叶—540年代初 | 繼任： 去宾 |